# Luis López Anglada
Luis López Anglada (Ceuta, 13 de septiembre de 1919-Madrid, 3 de enero de 2007) fue un escritor y militar español, perteneciente a la Primera generación de posguerra. 

## Biografía
Tuvo una extensa vida literaria. Obtuvo el Premio Nacional de Literatura en 1961 por Contemplación de España.
Su familia se trasladó a Zaragoza en 1928 y posteriormente a Valladolid, ciudad en la que realizó el bachillerato y tuvo como profesor al poeta y académico Narciso Alonso Cortés, que orientó su vocación literaria. Dirigió la revista Valor y Fe con el jesuita y poeta Nazario Pérez y publicó sus primeros versos en El Diario Español de Buenos Aires, enviados por el poeta Nicomedes Sanz y Ruiz de la Peña. Nació entonces su amistad con el poeta Manuel Alonso Alcalde. Al estallar la guerra de 1936 se incorporó al frente como alférez provisional. Resultó herido al final de la guerra. 
Comenzó en Valladolid la carrera de Filosofía y Letras, que dejó para sumarse a la Academia de Transformaciones de la Infantería en Zaragoza y ser promovido al empleo de teniente de infantería (en el Ejército llegaría a alcanzar el empleo de Coronel de infantería). Llegó destinado a León. Durante su estancia en León, formó parte de la revista Espadaña, que editaba el poeta y periodista Victoriano Crémer. Anglada fundó la emisora de radio La Voz de León y estrenó su comedia en verso a. 
En 1941, con los poetas Manuel Alonso Alcalde, Arcadio Pardo y Fernando González, y el novelista Miguel Delibes, fundó la revista y colección de libros de poesía Halcón. Más tarde fundó y dirigió en Madrid las colecciones de libros de poesía Palabra y Tiempo y Arbolé. De 1969 a 1972 fue secretario del Ateneo de Madrid. Por esos primeros años setenta volvió a León para formar parte del jurado que concedía el Premio de Poesía que por aquel entonces otorgaba el Diario de León, a través de su suplemento literario Filandón. Joaquín Benito de Lucas afirmó que López Anglada era «muy amigo» del también fallecido del poeta talaverano Rafael Morales y ambos frecuentaban el madrileño Café Gijón junto a escritores de su generación, como Leopoldo de Luis y José García Nieto. «Era una excelente persona y un hombre generoso y magnífico», indicaba Joaquín Benito de Lucas, que recordó que López Anglada «fue la primera persona que escribió sobre mi primer libro de poemas, Las tentaciones, en 1964 en el periódico El Español y desde entonces hemos mantenido una buena amistad». Se jubiló en 1985, el mismo año en que recibió un accésit del Premio de Poesía Rafael Morales que convoca anualmente el Ayuntamiento de Talavera de la Reina y una década después, en 1995, ganó este premio.

## Premios
También poseía los premios Boscán, Ciudad de Barcelona de Poesía Castellana, Francisco de Quevedo del Ayuntamiento de Madrid, Antonio Machado de Sevilla y Ausiàs March de Gandía (Valencia), entre otros. 
Desde el año 2004 el Ayuntamiento de Burgohondo (Ávila) entrega un premio anual de poesía en su honor.